# Klingendes Museum Bern
Das Klingende Museum Bern ist ein Musikmuseum in der Schweizer Stadt Bern, spezialisiert auf historische Blasinstrumente. Es wurde 2017 zunächst als «Klingende Sammlung» eröffnet und präsentiert eine Dauerausstellung, eine Studiensammlung und Sonderausstellungen.

## Sammlung
Die Sammlung des Museums umfasst rund 1600 Instrumente, die ältesten sind ins frühe 18. Jahrhundert datiert. Sie basiert auf der umfangreichen Blasinstrumenten-Sammlung des Berner Instrumentenbauers Karl Burri (1921–2003), der diese ab 1970 in Zimmerwald nahe Bern ausgestellt hatte. Seine Sammlung wurde 2014 durch die eigens hierfür gegründete Stiftung Instrumentensammlung Burri übernommen. Weitere Sammlungen kamen seither hinzu, u. a. diejenige der Instrumentenbaufirma Hirsbrunner, die über 200 Jahre und acht Generationen in Sumiswald und Grünen tätig gewesen war, und die Flötensammlung «Flautorama» von Ueli Halder.
Viele Instrumente des Klingenden Museums Bern können durch spezialisierte Musiker der historischen Aufführungspraxis angespielt, einige auch ausgeliehen werden. Nachbauten historischer Blasinstrumente stehen dem Museumspublikum für Spielversuche zur Verfügung. Auf Tablets können die Instrumente in Videos erlebt werden. Das Klingende Museum arbeitet mit der Forschung und dem Fachbereich Musik der Hochschule der Künste Bern HKB zusammen.

Musette de cour aus der Zeit von Louis XIV, unsigniert, 18. Jahrhundert
Prototyp des Altsaxophons in F von Adolphe Sax, 1853

## Ausstellungen
- Dauerausstellung «C’est le vent qui fait la musique»
- Studiensammlung
- Sonderausstellungen «Das Alphorn und sein Wurzeln», «Fresh Wind, Blasinstrumente aus der Forschung der Hochschule der Künste Bern»,[4] «Kuriositäten – merkwürdige Blasinstrumente» und «Unsere Schätze – kostbare Blasinstrumente», «AMOR & ECHO – Erfindungen für Musikinstrumente» und «Vom Musikzimmer in den Konzertsaal».